# Neochelon falcipinnis
Neochelon · Mulet à grandes nageoires
Genre
Espèce
Statut de conservation UICN

 DD  : Données insuffisantes
Neochelon falcipinnis, le Mulet à grandes nageoires, unique représentant du genre Neochelon, est une espèce de la famille des Mugilidae qui se rencontre dans tous les milieux depuis l'eau douce jusqu'à l'eau de mer.

## Description
Neochelon falcipinnis peut mesurer jusqu'à 41 cm, mais sa taille habituelle est d'environ 27 cm, queue non comprise. Son poids maximal enregistré est de 262 g.

## Répartition
Cette espèce de mulets se rencontre dans l'Atlantique est, depuis le Nord du Sénégal jusqu'à la république démocratique du Congo. Elle est présente depuis la surface et jusqu'à 300 m de profondeur. Sa présence est incertaine en Angola.

## Systématique
Le nom valide complet (avec auteur) de ce taxon est Neochelon falcipinnis (Valenciennes, 1836).
Le genre Neochelon a été créé en 2012 par Jean-Dominique Durand (d), Wei-Jen Chen (d), Kang-Ning Shen (d), Cuizhang Fu (d) et Philippe Borsa (d),.
Ce taxon porte en français le nom vernaculaire ou normalisé suivant : Mulet à grandes nageoires.
Neochelon falcipinnis a pour synonymes :
- Chelon falcipinnis (Valenciennes, 1836)
- Liza falcipinnis (Valenciennes, 1836)
- Mugil falcipinnis Valenciennes, 1836

### Étymologie
Le nom générique, Neochelon, est la combinaison du grec ancien νεός (néos), « nouveau », et du genre Chelon.
L'épithète spécifique, falcipinnis, composée du latin falcatus, « en forme de faucille », et pinnis, « nageoire », fait référence à la forme de la nageoire anale de cette espèce.

### Publications originales
- Genre Neochelon :
  - (fr + en) Jean-Dominique Durand, Wei-Jen Chen, Kang-Ning Shen, Cuizhang Fu et Philippe Borsa, « Genus-level taxonomic changes implied by the mitochondrial phylogeny of grey mullets (Teleostei: Mugilidae) », Comptes Rendus. Biologies, Académie des sciences, vol. 335, nos 10-11,‎ 15 octobre 2012, p. 687-697 (ISSN 1631-0691 et 1768-3238, OCLC 49200702, PMID 23199637, DOI 10.1016/J.CRVI.2012.09.005, lire en ligne).
- Espèce Neochelon falcipinnis sous le taxon Mugil falcipinnis :
  - G. Cuvier et A. Valenciennes, Histoire naturelle des poissons, 1836, Tome onzième, Livre treizième, « De la famille des Mugiloïdes ».